# Fred Thomson (acteur)
Pour les articles homonymes, voir Fred Thomson.
Fred Thomson est un acteur américain de western, né Frederick Clifton Thomson le 26 février 1890 à Pasadena (Californie), et mort le 25 décembre 1928 à Los Angeles (Californie).

## Biographie
Fred Thomson fut mariée avec la célèbre scénariste Frances Marion.

## Filmographie
- 1921 : Le Signal de l'amour (The Love Light), de Frances Marion : Joseph
- 1921 : Just Around the Corner (en) de  Frances Marion : Le vrai homme
- 1922 : Penrod (en) de Marshall Neilan
- 1922 : L'Engrenage (Oath-Bound) de Bernard J. Durning : Jim Bradbury
- 1923 : The Eagle's Talons (en) de Duke Worne : Jack Alden
- 1923 : A Chapter in Her Life de Lois Weber : Nat Bonnell
- 1924 : The Mask of Lopez (en) d'Albert S. Rogell : Jack O'Neil
- 1924 : North of Nevada (en) d'Albert S. Rogell : Tom Taylor
- 1924 : Galloping Gallagher (en) d'Albert S. Rogell : Bill Gallagher
- 1924 : L'Étranger silencieux (en) d'Albert S. Rogell : Jack Taylor
- 1924 : The Dangerous Coward (en) d'Albert S. Rogell : Bob Trent
- 1924 : The Fighting Sap (en) d'Albert S. Rogell : Craig Richmond
- 1924 : Thundering Hoofs (en) d' Albert S. Rogell : Dave Marshall
- 1925 : That Devil Quemado (en) de Del Andrews : Quemado
- 1925 : The Bandit's Baby (en) de  James P. Hogan : Tom Bailey
- 1925 : The Wild Bull's Lair (en) de  Del Andrews : Dan Allen
- 1925 : Le Mauvais Chemin (Ridin' the Wind) , de Del Andrews : Jim Harkness
- 1925 : All Around Frying Pan (en) de  David Kirkland : Bart Andrews
- 1926 : The Tough Guy (en) de  David Kirkland : Fred Saunders
- 1926 : Hands Across the Border (en) de  David Kirkland : Ted Drake
- 1926 : The Two-Gun Man de  David Kirkland : Dean Randall
- 1926 : Lone Hand Saunders (en) de  B. Reeves Eason : Fred Saunders
- 1926 : A Regular Scout (en) de  David Kirkland : Fred Blake
- 1927 : Don Mike (en) de  Lloyd Ingraham : Don Miguel Arguella

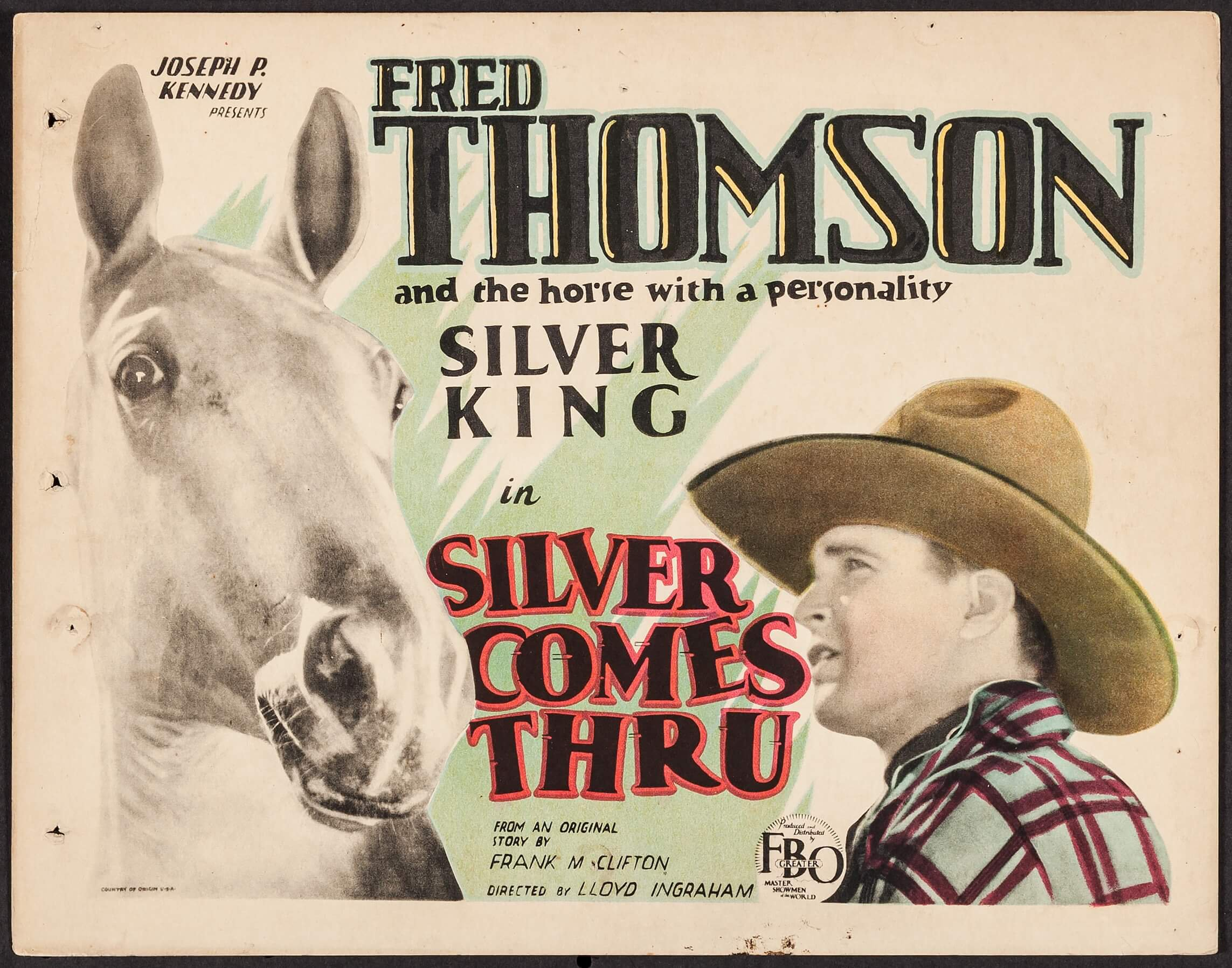
Affiche du film Silver Comes Thru (1927).

- 1927 : Silver Comes Thru de Lloyd Ingraham : Fred
- 1927 : Arizona Nights (en) de  Lloyd Ingraham : Fred Coulter
- 1927 : Jesse James (en) de Lloyd Ingraham : Jesse James
- 1928 : Sur les pistes du Sud (Pioneer Scout), de Lloyd Ingraham et Alfred L. Werker : Fred
- 1928 : The Sunset Legion, de Lloyd Ingraham et Alfred L. Werker : Le justicier en noir / Le marchand d'armes
- 1928 : Amour d'indienne (Kit Carson), de Lloyd Ingraham et Alfred L. Werker : Kit Carson